# Cyrtidiorchis
Cyrtidiorchis é um género botânico pertencente à família das orquídeas (Orchidaceae).

## Lista de espécies
- Cyrtidiorchis alata
- Cyrtidiorchis frontinoensis
- Cyrtidiorchis rhomboglossa
- Cyrtidiorchis stumpflei